# Agogik (Musik)
Agogik (von altgriechisch ἄγειν ágein, deutsch ‚(an-)führen, (an-)leiten; deutsch: agieren: treiben, handeln, darstellen‘) bezeichnet die Kunst der Veränderung des Tempos (teilweise auch rhythmischer Figuren) im Rahmen eines musikalischen Vortrags, um diesen lebendig und ausdrucksvoll zu gestalten.

## Allgemeines
Die Lehre solcher freien Tempoveränderungen wird nach Hugo Riemann Agogik genannt. Riemann führte den Begriff 1884 in die Musiksprache ein.
Die Änderungen liegen außerhalb der mechanischen Tempowerte (Metronom) und sind Bestandteil der musikalischen Interpretation durch den Dirigenten oder Solisten. Dies betrifft vor allem feinste Temponuancierungen innerhalb musikalischer Phrasen bei melodischen oder harmonischen Höhepunkten, die den Vortrag ausdrucksvoll gliedern und beleben. So können große Intervallsprünge ein wenig mehr Zeit benötigen als kleinere Schritte, und harmonische Vorhalte oder der erste Ton einer Zweier-Bindung werden oft ein wenig gedehnt (vgl. rubato).
Größere Tempoveränderungen kann der Komponist durch Ausführungsanweisungen in der Partitur bezeichnen, z. B.
- accel. (accelerando) – schneller werdend
- string. (stringendo) – eilend, schneller werdend
- ritard. oder rit. (ritardando) – langsamer werdend
- rall. (rallentando) – allmählich langsamer werden
- riten. oder rit. (ritenuto) – zurückhalten im Zeitmaß
- tempo rubato (rubato) – Manipulation von Tondauern und Taktgewicht
- smorz. (smorzando) – ersterbend
- più (oder meno) mosso – bewegter (bzw. weniger bewegt)

evtl. auch mit typischen Zusätzen wie: poco (‚etwas‘), poco a poco (‚nach und nach‘), oder ma non troppo (‚nicht zu viel‘) .
Die künstlerisch bedingten Tempoveränderungen können einhergehen mit den Änderungen der Dynamik. Beides zusammen bildet den Kern der Vortragskunst eines Musikers und mit ihrer wirkungsvollen Anwendung erweist sich seine künstlerische Geistes- und Empfindungsreife.
Oft führen diese größeren Tempoveränderungen von einem (evtl. durch Metronomangaben bezeichneten) Ausgangstempo in ein neues Tempo. In vielen Fällen ist die Beschleunigung des Tempos aber Interpretationssache.

## Accelerando
Accelerando (italienisch für ‚schneller werdend‘) und Stringendo bezeichnen das allmähliche Beschleunigen des Tempos während eines Stückes.

## Ritardando
Das Gegenteil des Accelerando ist das Ritardando (italienisch für ‚langsamer werdend‘) oder Rallentando (auch Decelerando) und beschreibt das allmähliche Verlangsamen des Tempos während eines Stückes.

## Ritenuto
Das Ritenuto (italienisch für ‚zurückgehalten‘) ist im Unterschied zum Ritardando eine abrupte Tempoverlangsamung.
Dass sowohl Ritardando als auch Ritenuto mit rit. abgekürzt werden können, führt zu verschiedenen interpretatorischen Versionen.